# Sajr

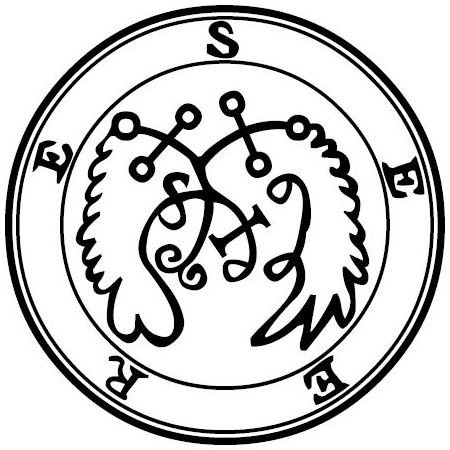
Sigil służący do przywołania Sajra

Sajr – w tradycji okultystycznej, siedemdziesiąty duch Goecji. Znany również pod imionami Ser, Sear, Seere, Seire, Seir i Sejr. By go przywołać i podporządkować, potrzebna jest jego pieczęć, która według Goecji powinna być zrobiona z cyny.
Jest potężnym prałatem piekła, podwładnym Amaymona. Rozporządza 26 legionami duchów. 
Znany jest z tego iż szybko się pojawia i znika. Jest odpowiedzialny za znikanie rzeczy (potrafi w mgnieniu oka przenieść rzecz na drugi kraniec ziemi). Posiada wiedzę na temat każdej kradzieży, która już się dokonała, a także zna miejsca ukrycia skarbów. Ma dobry charakter i spełnia wszystkie życzenia przyzywającego.
Jest przedstawiany jako piękny mężczyzna, który ujeżdża skrzydlatego konia.